# Benidorm Fest 2024
Die 3. Ausgabe des Benidorm Fests fand vom 30. Januar bis zum 3. Februar 2024 statt und diente als spanischer Vorentscheid für den Eurovision Song Contest 2024 in Malmö (Schweden). Das Festival wurde erneut von RTVE in Kooperation mit der Stadtverwaltung von Benidorm organisiert. Das Synthpop-Duo Nebulossa konnte sich dabei im Finale durchsetzen und erhielt somit das Recht, Spanien mit seinem Song Zorra in Malmö zu vertreten.

## Format

### Konzept
Am 11. Mai 2023 bestätigte Radiotelevisión Española (RTVE) seine Teilnahme am Eurovision Song Contest 2024. Gleichzeitig gab man bekannt, dass man erneut das Benidorm Fest als Vorentscheid nutzen werde. Die Teilnehmerzahl wurde im Vergleich zum Vorjahr auf 16 reduziert. Zusätzlich wurde für September 2023 ein Songwriting-Camp angekündigt, an dem sowohl spanische als auch internationale Komponisten teilnehmen sollten.

### Beitragswahl
Vom 16. Mai bis zum 10. Oktober 2023 konnten Beiträge bei RTVE eingereicht werden. Lediglich spanische Staatsbürger oder Bewohner Spaniens konnten sich bewerben. Für Gruppen galt, dass mindestens 50 % der Gruppenmitglieder Spanier sein musste. Für Komponisten und Autoren galt, dass mindestens ein Komponist eines Beitrages in Spanien leben bzw. spanischer Staatsbürger sein musste. Das Lied sollte hauptsächlich auf Spanisch oder einer weiteren offiziellen Sprache Spaniens gesungen werden, allerdings durfte bis zu 40 % des Liedes in einer anderen Sprache vorgetragen werden.

### Moderation
Als Moderatoren wurden Ruth Lorenzo, Marc Calderó und Ana Prada am 9. Januar 2024 präsentiert.

### Jury
Die Jury wurde am 9. Januar 2024 der Öffentlichkeit vorgestellt.
- Beatriz Luengo (Schauspielerin, Tänzerin, Singer-Songwriterin, Leiterin der Jury)
- Guille Milkway (Produzent, DJ, Sänger der Band La Casa Azul)
- Ángela Carrasco (Singer-Songwriterin, Schauspielerin)
- Carlos Baute (Sänger, Komponist, Schauspieler, Moderator)
- Lee Smithurst (Delegationsleiter des Vereinigten Königreichs)
- David Tserunyan (armenischer Delegationsleiter)
- Twan van de Nieuwenhuijzen (niederländischer Delegationsleiter)
- Nicoline Refsing (künstlerische Leiterin des Eurovision Song Contest 2014)

## Teilnehmer
Am 11. November 2023 gab RTVE im Rahmen der Latin Grammy Awards die 16 Kandidaten bekannt. Die Lieder wurden am 14. Dezember 2023 veröffentlicht.

## Halbfinale

### Erstes Halbfinale
Das erste Halbfinale fand am 30. Januar 2024 um 22:50 Uhr (MEZ) statt. Vier Beiträge qualifizierten sich für das Finale.
| Platz | Startnr. | Interpret      | Lied Musik (M) und Text (T) | Sprache                         | Übersetzung (inoffiziell) | Punkte | Punkte     | Punkte     | Punkte |
| Platz | Startnr. | Interpret      | Lied Musik (M) und Text (T) | Sprache                         | Übersetzung (inoffiziell) | Jury   | Demoskopie | Televoting | Gesamt |
| ----- | -------- | -------------- | --- | ------------------------------- | ------------------------- | ------ | ---------- | ---------- | ------ |
| 1.    | 8        | Nebulossa      | Zorra M/T: María Bas, Mark Dasousa                                                                                                   | Spanisch                        | Schlampe                  | 84     | 35         | 30         | 149    |
| 2.    | 7        | Angy Fernández | Sé quién soy M/T: Ángela María Fernández González, Dino Medanhodzic, Henrik Lundberg, Thomas Gustafsson                              | Spanisch                        | Ich weiß, wer ich bin     | 62     | 40         | 35         | 137    |
| 3.    | 3        | Sofia Coll     | Here to Stay M/T: Juan Manuel Pinzas Sueiro, Mauro Canut Guillén, Ignacio Canut Guillén, Sofia Coll i Benito                         | Katalanisch, Englisch, Spanisch | Hier, um zu bleiben       | 58     | 30         | 28         | 116    |
| 4.    | 5        | Miss Caffeina  | Bla Bla Bla M/T: Alberto Jiménez Rodríguez, Antonio Poza Fernández, Sergio Sastre Sanz                                               | Spanisch                        | –                         | 64     | 16         | 25         | 105    |
| 5.    | 4        | Mantra         | Me vas a ver M/T: Carlos Marco, Carlos Hugo Weinberg, Jonathan Burt, Natalia Neva, Paula Pérez Rubio                                 | Spanisch                        | Du wirst mich sehen       | 33     | 25         | 40         | 98     |
| 6.    | 2        | Noan           | Te echo de - M/T: Íñigo Samaniego, Juan Ewan, Pepe Bernabé                                                                           | Spanisch                        | Ich vermisse dich         | 46     | 28         | 22         | 96     |
| 7.    | 1        | Lérica         | Astronauta M/T: Antonio Mateo Chamorro, David Cuello, Eduardo Ruiz Sánchez, José Alfonso Cano Carrilero, Juan Carlos Arauzo Olivares | Spanisch                        | Astronaut                 | 40     | 22         | 20         | 82     |
| 8.    | 6        | Quique Niza    | Prisionero M/T: Kenji Domínguez Kato, José Ricardo Cortes Salcedo, Juan José, Martín Martín, Óscar Cadena, Quique González           | Spanisch                        | Gefangener                | 45     | 20         | 16         | 81     |

 Kandidat hat sich für das Finale qualifiziert.

### Zweites Halbfinale
Das zweite Halbfinale fand am 1. Februar 2024 um 22:50 Uhr (MEZ) statt. Vier Beiträge qualifizierten sich für das Finale.
| Platz | Startnr. | Interpret      | Lied Musik (M) und Text (T)                                                                            | Sprache            | Übersetzung (inoffiziell)     | Punkte | Punkte     | Punkte     | Punkte |
| Platz | Startnr. | Interpret      | Lied Musik (M) und Text (T)                                                                            | Sprache            | Übersetzung (inoffiziell)     | Jury   | Demoskopie | Televoting | Gesamt |
| ----- | -------- | -------------- | --- | ------------------ | ----------------------------- | ------ | ---------- | ---------- | ------ |
| 1.    | 4        | St. Pedro      | Dos extraños (Cuarteto de cuerda) M/T: Ioné de la Cruz, Nelson Hernández, Pedro Hernández Herrera      | Spanisch           | Zwei Fremde (Streichquartett) | 94     | 35         | 35         | 164    |
| 2.    | 1        | María Peláe    | Remitente M/T: Alba Reig Gilabert, María Peláez Sánchez                                                | Spanisch           | Absender                      | 71     | 30         | 30         | 131    |
| 3.    | 5        | Jorge González | Caliente M/:T Adrián Ghiardo, David Parejo Martín, Jorge González González, Manuel Brea Calvo          | Spanisch           | Heiß                          | 42     | 40         | 40         | 122    |
| 4.    | 8        | Almácor        | Brillos platino M/T: Alejandro Capdevilla Pérez, Arturo Almarcha Corella                               | Spanisch           | Glänzendes Platin             | 65     | 25         | 25         | 115    |
| 5.    | 7        | Roger Padrós   | El temps M/T: Joel Condal Llorens, Roger Padrós de la Torre                                            | Katalanisch        | Die Zeit                      | 55     | 20         | 28         | 103    |
| 6.    | 3        | Marlena        | Amor de verano M/T: Ana Legazpi González, Carolina Moyano García, Joan Valls Paniza, Rubén Pérez Pérez | Spanisch, Englisch | Sommerliebe                   | 48     | 28         | 20         | 96     |
| 7.    | 6        | Yoly Saa       | No se me olvida M/T: Emilio Maestre Rico, Yolanda Saa Filgueira                                        | Spanisch           | Ich vergesse nicht            | 35     | 22         | 22         | 79     |
| 8.    | 2        | Dellacruz      | Beso en la mañana M/T: Carlos Almazán Fuentes, Jorge de la Cruz Correa                                 | Spanisch           | Kuss am Morgen                | 22     | 16         | 16         | 54     |

 Kandidat hat sich für das Finale qualifiziert.

## Finale
Das Finale fand am 3. Februar 2024 um 22:00 Uhr (MEZ) statt. Die Startreihenfolge gab RTVE, nach einer erfolgten Auslosung, am 2. Februar 2024 bekannt.
| Platz | Startnr. | Interpret      | Lied Musik (M) und Text (T)                                                                                  | Sprache                         | Übersetzung (inoffiziell)     | Punkte | Punkte     | Punkte     | Punkte |
| Platz | Startnr. | Interpret      | Lied Musik (M) und Text (T)                                                                                  | Sprache                         | Übersetzung (inoffiziell)     | Jury   | Demoskopie | Televoting | Gesamt |
| ----- | -------- | -------------- | --- | ------------------------------- | ----------------------------- | ------ | ---------- | ---------- | ------ |
| 1.    | 5        | Nebulossa      | Zorra M/T: María Bas, Mark Dasousa                                                                           | Spanisch                        | Schlampe                      | 86     | 30         | 40         | 156    |
| 2.    | 2        | St. Pedro      | Dos extraños (Cuarteto de cuerda) M/T: Ioné de la Cruz, Nelson Hernández, Pedro Hernández Herrera            | Spanisch                        | Zwei Fremde (Streichquartett) | 86     | 28         | 25         | 139    |
| 3.    | 3        | Angy Fernández | Sé quién soy M/T: Ángela María Fernández González, Dino Medanhodzic, Henrik Lundberg, Thomas Gustafsson      | Spanisch                        | Ich weiß, wer ich bin         | 63     | 35         | 30         | 128    |
| 4.    | 4        | Jorge González | Caliente M/:T Adrián Ghiardo, David Parejo Martín, Jorge González González, Manuel Brea Calvo                | Spanisch                        | Heiß                          | 49     | 40         | 35         | 124    |
| 5.    | 8        | Almácor        | Brillos platino M/T: Alejandro Capdevilla Pérez, Arturo Almarcha Corella                                     | Spanisch                        | Glänzendes Platin             | 51     | 20         | 28         | 99     |
| 6.    | 1        | María Peláe    | Remitente M/T: Alba Reig Gilabert, María Peláez Sánchez                                                      | Spanisch                        | Absender                      | 41     | 25         | 20         | 86     |
| 7.    | 6        | Sofia Coll     | Here to Stay M/T: Juan Manuel Pinzas Sueiro, Mauro Canut Guillén, Ignacio Canut Guillén, Sofia Coll i Benito | Katalanisch, Englisch, Spanisch | Hier, um zu bleiben           | 29     | 22         | 22         | 73     |
| 8.    | 7        | Miss Caffeina  | Bla Bla Bla M/T: Alberto Jiménez Rodríguez, Antonio Poza Fernández, Sergio Sastre Sanz                       | Spanisch                        | –                             | 27     | 16         | 16         | 59     |